# Сельмент-Вельки
Се́льмент-Ве́льки (пол. Selmęt Wielki) — озеро в Польше, образовано последним оледенением.
Находится на территории Варминьско-Мазурского воеводства. Одно из Мазурских озёр.
Площадь водной поверхности — 12,73 км², но может колебаться в зависимости от сезона. Наибольшая глубина 22 м. Максимальная длина — 11,6 километра.
Озеро имеет 3 острова.